# ۲۰ گاوران
۲۰ گاوران یک ستاره است که در صورت فلکی گاوران قرار دارد.